# موريوكا (إيواته)
مدينة موريوكا (بالإنجليزية: Morioka)‏ هي أحد المدن التابعة لمحافظة إيواته. تأسست رسميًا في 1889-04-01. ويقدر عدد سكانها بـ 299746 نسمة حسب تقدير مكتب الإحصاء الياباني لعام 2012. تبلغ مساحة موريوكا 886.47 كم2. بكثافة سكانية تبلغ 338 نسمة/كم2.

## المناخ
يظهر الجدول التالي التغييرات المناخية على مدار السنة لموريوكا:
| البيانات المناخية لـموريوكا         | البيانات المناخية لـموريوكا | البيانات المناخية لـموريوكا | البيانات المناخية لـموريوكا | البيانات المناخية لـموريوكا | البيانات المناخية لـموريوكا | البيانات المناخية لـموريوكا | البيانات المناخية لـموريوكا | البيانات المناخية لـموريوكا | البيانات المناخية لـموريوكا | البيانات المناخية لـموريوكا | البيانات المناخية لـموريوكا | البيانات المناخية لـموريوكا | البيانات المناخية لـموريوكا |
| الشهر                               | يناير                       | فبراير                      | مارس                        | أبريل                       | مايو                        | يونيو                       | يوليو                       | أغسطس                       | سبتمبر                      | أكتوبر                      | نوفمبر                      | ديسمبر                      | المعدل السنوي               |
| ----------------------------------- | --------------------------- | --------------------------- | --------------------------- | --------------------------- | --------------------------- | --------------------------- | --------------------------- | --------------------------- | --------------------------- | --------------------------- | --------------------------- | --------------------------- | --------------------------- |
| متوسط درجة الحرارة الكبرى °م (°ف)   | 1.8 (35.2)                  | 2.9 (37.2)                  | 7.0 (44.6)                  | 14.4 (57.9)                 | 19.7 (67.5)                 | 23.5 (74.3)                 | 26.4 (79.5)                 | 28.3 (82.9)                 | 23.6 (74.5)                 | 17.6 (63.7)                 | 10.6 (51.1)                 | 4.6 (40.3)                  | 15.0 (59.0)                 |
| المتوسط اليومي °م (°ف)              | −1.9 (28.6)                 | −1.2 (29.8)                 | 2.2 (36.0)                  | 8.6 (47.5)                  | 14.0 (57.2)                 | 18.3 (64.9)                 | 21.8 (71.2)                 | 23.4 (74.1)                 | 18.7 (65.7)                 | 12.1 (53.8)                 | 5.9 (42.6)                  | 1.0 (33.8)                  | 10.2 (50.4)                 |
| متوسط درجة الحرارة الصغرى °م (°ف)   | −5.6 (21.9)                 | −5.2 (22.6)                 | −2.2 (28.0)                 | 3.0 (37.4)                  | 8.5 (47.3)                  | 13.8 (56.8)                 | 18.1 (64.6)                 | 19.6 (67.3)                 | 14.6 (58.3)                 | 7.3 (45.1)                  | 1.5 (34.7)                  | −2.4 (27.7)                 | 5.9 (42.6)                  |
| الهطول مم (إنش)                     | 53.1 (2.09)                 | 48.7 (1.92)                 | 80.5 (3.17)                 | 87.5 (3.44)                 | 102.7 (4.04)                | 110.1 (4.33)                | 185.5 (7.30)                | 183.8 (7.24)                | 160.3 (6.31)                | 93.0 (3.66)                 | 90.2 (3.55)                 | 70.8 (2.79)                 | 1٬266٫2 (49.84)             |
| متوسط تساقط الثلوج سم (إنش)         | 85 (33)                     | 74 (29)                     | 46 (18)                     | 4 (1.6)                     | 0 (0)                       | 0 (0)                       | 0 (0)                       | 0 (0)                       | 0 (0)                       | 0 (0)                       | 10 (3.9)                    | 53 (21)                     | 272 (106.5)                 |
| متوسط الرطوبة النسبية (%)           | 73                          | 70                          | 67                          | 65                          | 69                          | 75                          | 80                          | 79                          | 80                          | 77                          | 75                          | 74                          | 69                          |
| ساعات سطوع الشمس الشهرية            | 116.9                       | 127.5                       | 160.4                       | 173.7                       | 185.4                       | 154.7                       | 128.5                       | 149.1                       | 123.7                       | 145.8                       | 116.9                       | 101.6                       | 1٬684٫2                     |
| المصدر: Japan Meteorological Agency |                             |                             |                             |                             |                             |                             |                             |                             |                             |                             |                             |                             |                             |

## توأمة
لموريوكا (إيواته) اتفاقيات توأمة مع:
- فيكتوريا

## أعلام
- تاتسوهيكو سيتا
- ميتسوماسا يوناي
- ميتسو أوغاساوارا